# أسيد بن كعب القرظي
أسيد بن كعب القرظي، صحابي من أعيان بنو قريظة يهود المدينة المنورة، أسلم عند قدوم النبي محمد إلى المدينة، قال الكلبي: «نزلت هذه الآية ﴿يَا أَيُّهَا الَّذِينَ آمَنُوا آمِنُوا بِاللَّهِ وَرَسُولِهِ وَالْكِتَابِ الَّذِي نَزَّلَ عَلَى رَسُولِهِ وَالْكِتَابِ الَّذِي أَنْزَلَ مِنْ قَبْلُ وَمَنْ يَكْفُرْ بِاللَّهِ وَمَلَائِكَتِهِ وَكُتُبِهِ وَرُسُلِهِ وَالْيَوْمِ الْآخِرِ فَقَدْ ضَلَّ ضَلَالًا بَعِيدًا ۝١٣٦﴾ [النساء:136] في  عبد الله بن سلام وأسد وأسيد ابني كعب، وثعلبة بن قيس، وسلام بن أخت عبد الله بن سلام، وسلمة بن أخيه ويامين بن يامين فهؤلاء مؤمنوا أهل الكتاب أتوا رسول الله ﷺ، فقالوا: إنا نؤمن بك وبكتابك وبموسى والتوراة وعزير  ونكفر بما سواه من الكتب والرسل، فقال النبي ﷺ: "بل آمنوا بالله ورسوله محمد، والقرآن وبموسى والتوارة، وبكل كتاب قبله"، فقالوا: نفعل ذلك. فأسلموا.»
وروى بن جرير من طريق بن جريج قال في قول القرآن ﴿لَيْسُوا سَوَاءً مِنْ أَهْلِ الْكِتَابِ أُمَّةٌ قَائِمَةٌ يَتْلُونَ آيَاتِ اللَّهِ آنَاءَ اللَّيْلِ وَهُمْ يَسْجُدُونَ ۝١١٣﴾ [آل عمران:113] قال هم عبد الله بن سلام وأخوه ثعلبة وسعية وأسد وأسيد ابنا كعب.